# Elle van Rijn
Petronella Hendrika (Elle) van Rijn (Odiliapeel, 9 mei 1967) is een Nederlands actrice en schrijfster, die een acteursopleiding aan de Toneelschool in Maastricht volgde.

## Levensloop
Elle van Rijn behaalde haar middelbare-schooldiploma op het Kruisheren Kollege te Uden. Tijdens haar studie aan de Toneelacademie Maastricht deed Van Rijn haar eerste televisie-ervaring op met een rol in een Frans-Zwitserse televisieserie. Na haar studie werd de Brabantse gecontracteerd door het Noord Nederlands Toneel. Zij was daar te zien in De knecht van twee meesters, Een onderwereldse glimlach en Een Midzomernachtdroom.
Op 15 september 2005 kreeg Van Rijn een dochter en op 6 oktober 2009 een tweede dochter. De vader is regisseur Kaja Wolffers. Ze waren van 2004 tot 2012 getrouwd. Uit haar eerdere relatie met Victor Neyndorff heeft Van Rijn ook twee kinderen.
In 2006 publiceerde Van Rijn haar eerste boek, De tragische geschiedenis van mijn succes. In 2008 publiceerde zij haar tweede roman, De Hartbewaakster. Haar derde roman verscheen in 2010 onder de titel Het vergeten gezicht. Ook schrijft ze mee aan televisieseries.
Sinds 2008 werkt Van Rijn bij Four One Media en acteerde onder andere in de jeugdseries Het Huis Anubis en Puppy Patrol. Ook schreef ze het scenario voor de speelfilm Ja, ik wil!, die op 12 oktober 2015 in de Nederlandse bioscopen in première ging.
In 2016 was ze een van de deelnemers van het 17e seizoen van het realityprogramma Expeditie Robinson. Ze viel af in de zesde aflevering.

## Theater
- Later is te laat (1994–1995, van Noël Coward), als Daphne Stillington
- The Mousetrap (2000–2001, van Agatha Christie), als Mollie Ralston
- Nonsens (2002–2003), als Zuster Roberta Anna

## Bestseller 60
| Boeken met noteringen in de Nederlandse Bestseller 60 | Jaar van verschijnen | Datum van binnenkomst | Hoogste positie | Aantal weken | Opmerkingen                                                         |
| ----------------------------------------------------- | -------------------- | --------------------- | --------------- | ------------ | ------------------------------------------------------------------- |
| Mijn ontvoering                                       | 2011                 | 07-12-2011            | 24              | 4            |                                                                     |
| Overnight millionaire                                 | 2014                 | 21-05-2014            | 27              | 2            |                                                                     |
| De crèche                                             | 2020                 | 09-12-2020            | 32              | 5            |                                                                     |
| Vier wandelaars en een Siciliaan                      | 2022                 | 01-06-2022            | 8               | 14           | in samenwerking met Marion Pauw, Roos Schlikker en Femmetje de Wind |
| Terug naar Insulinde                                  | 2022                 | 01-06-2022            | 17              | 6            |                                                                     |